# Валломброза (аббатство)

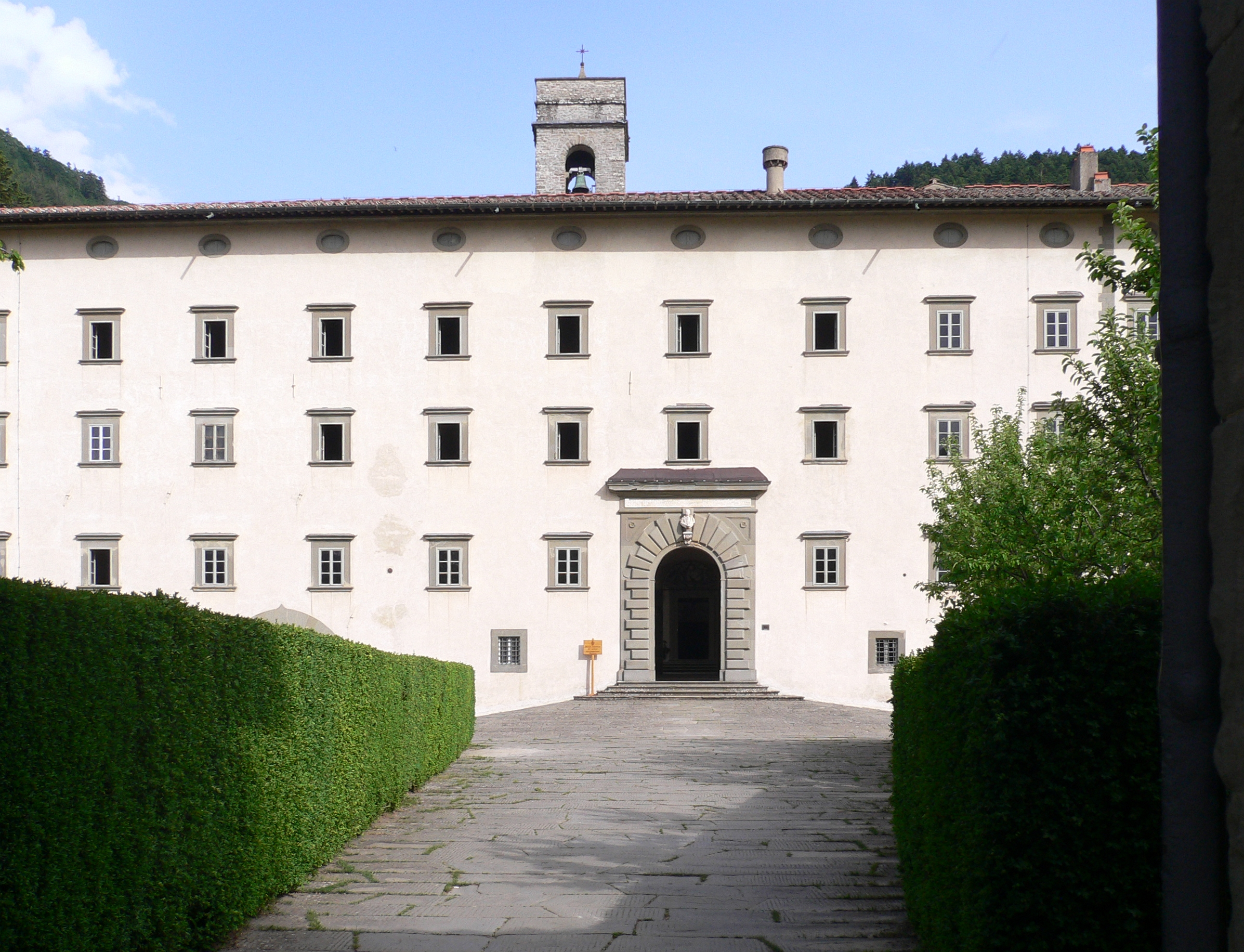
Современный вид аббатства

 Аббатство Валломброза  — бенедиктинское аббатство, находящееся в коммуне Реджелло, Тоскана, Италия.

## История
Аббатство было основано святым Иоанном Гуальбертом в 1038 году и стало материнским монастырем монашеского ордена валломброзиан. Во второй половине XI века в монастырь Валломброза вступил будущий кардинал, папский легат святой Бернардо дельи Уберти.
Аббатство просуществовало до 1450 года, достигнув своего расцвета в конце XV века. В 1529 году монастырь был разрушен после разграбления Рима (итал. Sacco di Roma) войсками императора Карла V. В XVII веке в восточной части монастыря была построена башня. В XVIII веке на территории монастыря были обустроены пруды для разведения рыбы.
7 октября 1096 года папа Урбан II обратился к монахам аббатства Валломброза поддержать крестовый поход.
В 1808 году войска Наполеона I разграбили аббатство в Валломброзе и монастырь находился в запустении до 1815 года, пока не вернулись несколько монахов, которые содержали монастырское хозяйство в приличном состоянии. В 1870 году монастырь передали школе лесного хозяйства.
Монастырь посещали многие известные личности, такие как английский поэт Джон Мильтон, писатели Уильям Вордсворт, Генри Робинсон, Мэри Шелли и Элизабет Барретт Браунинг. В монастыре Валломброза получил начальное образование Галилео Галилей, где он был принят послушником в монашеский орден.
В настоящее время в аббатстве находится музей.